# 嫁娶屋
嫁娶屋是中國廣州佛山的一種傳統婚禮場地，始見於清朝初年，供新人租用作舉行婚禮之用。

## 歷史
佛山人婚禮重視排場，但自明代末年起，人口稠密的佛山房屋供應緊張，至清初不少人的居所地方淺窄，面積不足以舉行大型婚禮。當時一戶楊姓富家就出租自己的宅院供人舉辦婚禮，為嫁娶屋之始。至清代中葉楊氏大宅易手，成為專門出租給新人舉行婚禮的場所，此即現時的文會里嫁娶屋。自楊氏出租嫁娶屋開始，在佛山相繼出現其他嫁娶屋，文会里、文明里、普君墟都有嫁娶屋出租，有不同等級之分。
晚清起佛山有不少外來移民人口大幅增加，此時至民初為嫁娶屋全盛時期，嫁娶屋成行成市，分布有9处，曾形成“婚嫁一条街”。在1920-30年代，佛山街頭經常可見「嫁娶屋租赁」的廣告。
中華人民共和國成立後，中國傳統婚禮式微，原來的嫁娶屋也更改用途，而文會里嫁娶屋也被間為民房。現時清代嫁娶屋僅有文会里36号、38号、40号的嫁娶屋以及長生樹嫁娶屋較為完整保留。

## 現況
近年中國大陸不少新人選擇舉行傳統中式婚禮，佛山的嫁娶屋行業亦因此復興。文會里嫁娶屋自2013年起恢復出租予民眾作為中式婚禮場地。後來南風古灶風景區亦把區內的林家廳改建為嫁娶屋。